# Antherotoma
Antherotoma is een geslacht uit de familie Melastomataceae. De soorten uit het geslacht komen voor in tropisch en zuidelijk Afrika en op het eiland Madagaskar en op de Comoren.

## Soorten
- Antherotoma debilis (Sond.) Jacq.-Fél.
- Antherotoma densiflora (Gilg) Jacq.-Fél.
- Antherotoma fenarolii (A.Fern. & R.Fern.) Ver.-Lib. & G.Kadereit
- Antherotoma gracilis (Cogn.) Jacq.-Fél.
- Antherotoma irvingiana (Hook.) Jacq.-Fél.
- Antherotoma naudinii Hook.f.
- Antherotoma procumbens (A.Fern. & R.Fern.) Ver.-Lib. & G.Kadereit
- Antherotoma proschii (Briq.) Ver.-Lib. & R.D.Stone
- Antherotoma tenuis (A.Fern. & R.Fern.) Jacq.-Fél.
- Antherotoma tisserantii (Jacq.-Fél.) Jacq.-Fél.
- Antherotoma wildei (Jacq.-Fél.) Ver.-Lib. & G.Kadereit